# Шаталин, Владимир Васильевич
Владимир Васильевич Шаталин (2 мая 1949, Петропавловск-Камчатский — 9 сентября 2002, Камчатский край) — механик-водитель регионального управления Федеральной службы безопасности России по Камчатской области, старший прапорщик; Герой России (2002).

## Биография
Родился в  многодетной семье. По окончании средней школы работал учеником машиниста холодильных установок.
С 1968 года — в Советской Армии. Срочную службу проходил в пограничных войсках; с июня 1970 года — на сверхсрочной службе, механик-водитель Управления КГБ СССР по Камчатской области.
9 сентября 2002 года управлял автомобилем «Волга» в составе кортежа правительственной делегации, направлявшейся в Вилючинск. Примерно в 17:30 на 13-14-м километрах объездной дороги Петропавловск — Елизово навстречу колонне на большой скорости выехал тяжёлый вседорожник «Тойота». В. Шаталин бросил свою машину наперерез; в столкновении с джипом находившиеся в «Волге» полковник ФСБ Ю. К. Шаров, капитан ФСО В. В. Кульбацкий и старший прапорщик ФСБ В. В. Шаталин погибли на месте. Ехавшие позади в микроавтобусе секретарь совета Безопасности В. Б. Рушайло, губернатор Камчатской области М. Б. Машковцев, председатель областного Совета народных депутатов Н. Я. Токманцев, заместитель полномочного представителя президента РФ в Дальневосточном федеральном округе В. А. Трегубов, первый заместитель секретаря Совета Безопасности Н. Г. Соловьёв получили травмы различной тяжести и остались живы.
Указом президента Российской Федерации от 19 сентября 2002 года № 997 за мужество и героизм, проявленные при исполнении служебного долга, старшему прапорщику ФСБ Шаталину Владимиру Васильевичу присвоено звание Героя Российской Федерации (посмертно).
Похоронен в Петропавловске-Камчатском.

## Награды
- медаль «Золотая Звезда» Героя России (19.9.2002; № 763)
- медаль «За безупречную службу» 2-й и 3-й степени
- медаль «За отличие в воинской службе» 1-й степени
- нагрудный знак «Отличник пограничных войск».